# Belgique au Concours Eurovision de la chanson 1966
La Belgique a participé au Concours Eurovision de la chanson 1966 le 5 mars à Luxembourg-Ville, au grand-duché du Luxembourg. C'est la 11e participation belge au Concours Eurovision de la chanson.
Le pays est représenté par la chanteuse Tonia et la chanson Un peu de poivre, un peu de sel, sélectionnées par la Radiodiffusion-télévision belge (RTB).

## Sélection

### Avant-première Eurovision 1966
Le radiodiffuseur belge pour les émissions francophones, la Radiodiffusion-télévision belge (RTB, prédécesseur de la RTBF), sélectionne l'artiste en interne et organise une finale nationale intitulée Avant-première Eurovision 1966 pour sélectionner la chanson représentant la Belgique au Concours Eurovision de la chanson 1966.
La finale nationale belge a lieu le 25 janvier 1966.
Les chansons sont toutes interprétées en français, l'une des trois langues officielles de la Belgique.
Tonia est sélectionnée en interne comme interprète. Lors de cette finale, c'est la chanson Un peu de poivre, un peu de sel qui fut choisie pour être interprétée par la chanteuse, avec Jean Roderes comme chef d'orchestre.

#### Finale
| Ordre | Artiste | Chanson                         | Points | Place |
| ----- | ------- | ------------------------------- | ------ | ----- |
| 1     | Tonia   | Tu pourrais m'emmener danser    | 2 501  | 3     |
| 2     | Tonia   | Petite Fleur de Chine           | 2 496  | 4     |
| 3     | Tonia   | Un petit rien                   | 2 757  | 2     |
| 4     | Tonia   | Un peu de poivre, un peu de sel | 3 765  | 1     |

## À l'Eurovision
Chaque jury national attribue un à cinq points à ses cinq chansons préférées.

### Points attribués par la Belgique
| 5 points | Autriche  |
| 3 points | Irlande   |
| 1 point  | Allemagne |

### Points attribués à la Belgique
| 5 points               | 3 points   | 1 point |
| ---------------------- | ---------- | ------- |
| - Allemagne - Pays-Bas | - Portugal | - Suède |

Tonia interprète Un peu de poivre, un peu de sel en 3e position lors de la soirée du concours, suivant le Danemark et précédant le Luxembourg. 
Au terme du vote final, la Belgique termine 4e, ex aequo avec l'Irlande, sur 18 pays, ayant reçu 14 points.